# Epiphragma oxyphallus
Epiphragma oxyphallus är en tvåvingeart som beskrevs av Alexander 1939. Epiphragma oxyphallus ingår i släktet Epiphragma och familjen småharkrankar.
Artens utbredningsområde är Ecuador. Inga underarter finns listade i Catalogue of Life.